# Palazzo Arcivescovile (Messina)
Il Palazzo Arcivescovile di Messina è la sede dell'Arcivescovado ubicata in via Garibaldi (già via Ferdinandea) angolo via I settembre (già via Austria), in pieno centro cittadino ad un centinaio di metri dalla cattedrale e da piazza duomo.

## Storia

### Epoca araba

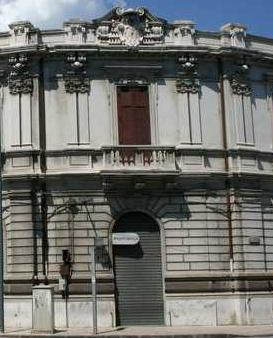

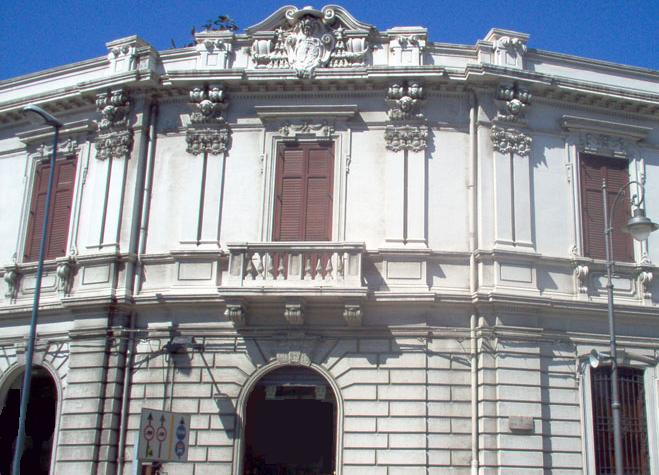

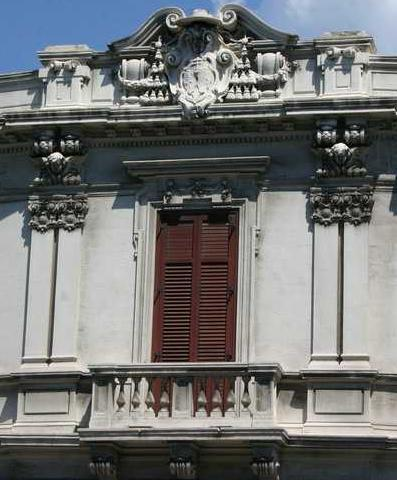

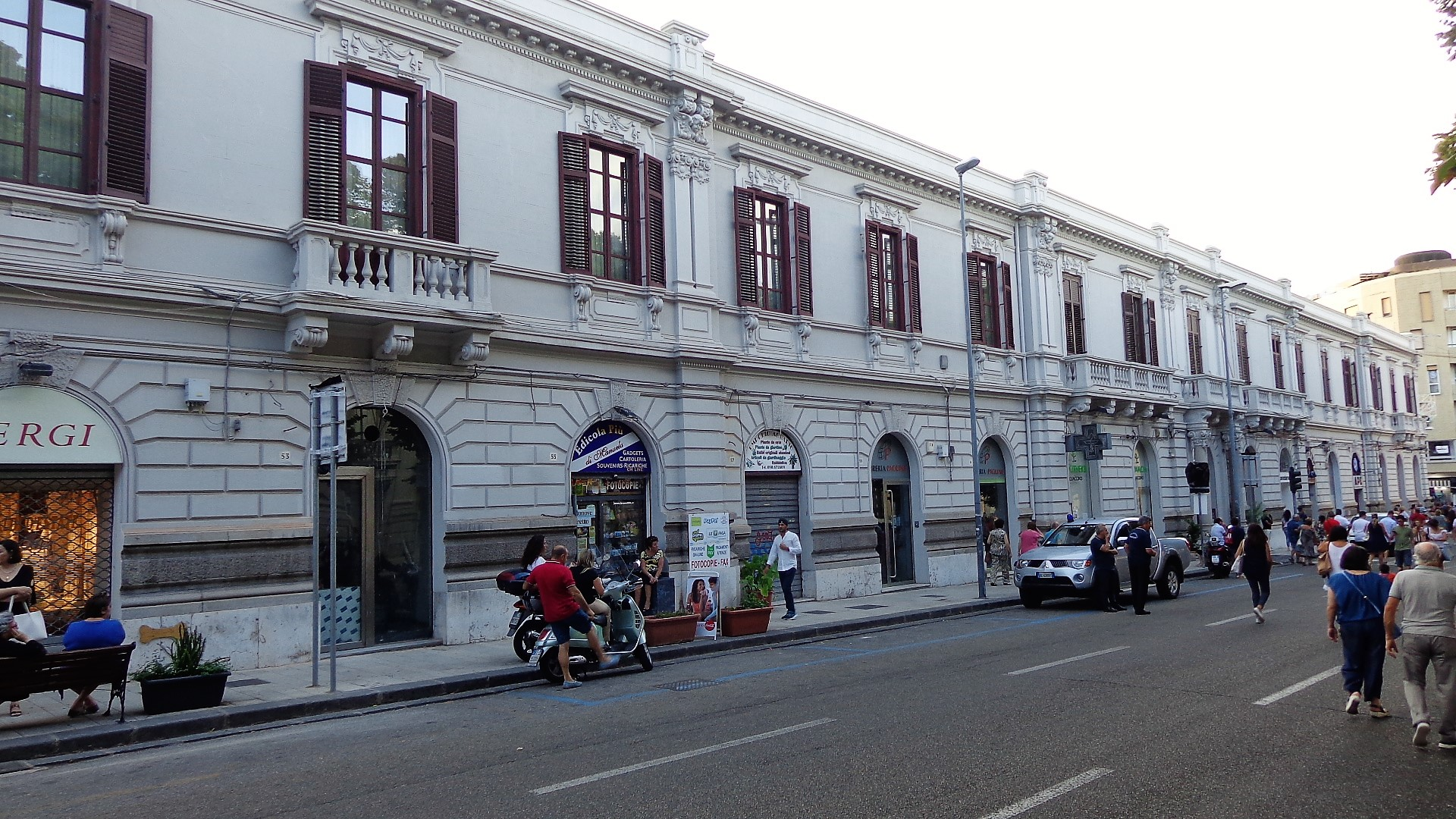

La recrudescenza dei ripetuti assalti barbareschi e saraceni, le restrizioni culminate nelle limitazioni delle forme di culto cristiano, imposero alla stessa stregua della corte vescovile palermitana rifugiatasi a Monreale, il trasferimento della sede vescovile messinese che si insediò presso l'interna diocesi di Troina.

### Epoca normanna
L'area ove sorgeva l'episcopio inglobava la chiesa di San Nicolò all'Arcivescovado. Quest'ultima fondata prima dell'invasione saracena e riedificata dal Gran Conte Ruggero.
Nel 1060 nelle sue strutture è alloggiato il Gran Conte Ruggero con fasti regali, il quale riconsegna la croce donata da tre nobili messinesi a Mileto. Il manufatto sarà custodito nel campanile di San Nicolò.
La definitiva cacciata degli arabi comportò il reinsediamento della curia diocesana presso questa sede elevata al rango di cattedrale, status che passerà alla restaurata chiesa di Santa Maria La Nova alla riconsacrazione del 1197.

### Epoca aragonese
- Restauro dei fabbricati operato dall'arcivescovo Pietro Bellorado nel 1509.[1]

### Epoca spagnola
- 1514 - 1537, L'episcopio fu riedificato da monsignor Antonio La Lignamine.[1]

Il prospetto in pietra di Siracusa doveva mantenere l‟impostazione voluta da monsignor Andrea Mastrillo nel 1620, caratterizzato dall'ingresso principale in asse alla porta del teatro marittimo detta dell'Assunzione. Presentava un varco d'accesso sovrastato da un grande balcone a sua volta fiancheggiato da altri due con ringhiere in ferro e lunghe file di finestre alla romana in entrambe le ali laterali.
- 1743 - 1762, Altri lavori furono promossi dall'arcivescovo Tommaso Moncada che lo trasformò in una magnifica residenza, modificandolo all'interno.

Sede della
- Curia
- Seminario dei Chierici[1]
- Tribunale ecclesiastico
- Archivio.

### Altre epoche
Distrutto dal terremoto del 1783, fu ricostruito su progetto dell'architetto Francesco Saverio Basile. Il palazzo si caratterizzava per le decorazioni della facciata e per le elaborate colonne che fiancheggiavano il portone principale col balcone sovrastante.
Nel 1848 durante i moti rivoluzionari fu incendiato insieme ad altri edifici. Ricostruito alla meglio, ma in pessime condizioni, ha resistito in parte al terremoto del 1908.
Nel 1915 giunse da Roma il decreto di approvazione del progetto per la costruzione del nuovo Palazzo Arcivescovile, con annesso seminario su progetto dell'ingegnere Enrico Fleres. I lavori furono ultimati nel 1924, anno in cui monsignor Angelo Paino inaugurò i nuovi locali dove lui stesso abitò per poi ritirarsi in seminario, nel frattempo, trasferito nell'edificio di Viale Giostra.

## Seminario dei Chierici
Seminario dei Chierici edificato su progetto di Antonino Basile.
"Clericorum Institutioni".
- Nel XVII secolo è documentato nel salone della primitiva sede, il ciclo d'affreschi, opera di Filippo Tancredi.[3]

## Seminario di Giostra
Seminario Arcivescovile "S. Pio X"

## Ospedale dei Preti
Chiesa di San Pietro e ospedale dei Preti.